# 116117
116117 o (116 117), ufficialmente Numero unico europeo per l'accesso alle cure mediche non urgenti e ad altri servizi sanitari territoriali a bassa intensità/priorità di cura o Numero Europeo Armonizzato 116117, è il numero unico europeo per la richiesta di cure mediche non urgenti e di altre prestazioni sanitarie territoriali a bassa intensità di cura, garantendo 24 ore su 24 la possibilità di ricevere risposte a chiamate di cure mediche non urgenti e funziona da raccordo con il servizio di continuità assistenziale e di emergenza-urgenza.
Non può essere contattato da un telefono cellulare bloccato in quanto non è un numero di emergenza sanitaria. 
Alla risposta vengono fornite prestazioni o consigli medici non urgenti prima dell'orario di apertura del servizio di Continuità assistenziale e dopo l'orario di chiusura, si individuano e trasferiscono le richieste di soccorso sanitario urgente al Numero unico di emergenza, informazioni sulle modalità di accesso a Medici di medicina generale, Pediatri di libera scelta, Guardia turistica.

## In Italia
La prima centrale unica di risposta 116117 è stata attivata in parti della Lombardia dalla AREU nel 2014, e nel 2016 è stato approvato a livello nazionale, per arrivare nel 2019 a essere attivo sull'intero territorio della Lombardia.
A partire dall'anno 2020 il N.E.A. 116117 è stato attivato presso la Regione Piemonte attraverso quattro centrali operative che coprono l'intero territorio regionale. 
Nell'anno 2023 il servizio è stato trasferito ad Azienda Sanitaria Zero Piemonte che gestisce sul territorio regionale i servizi N.E.A. 116117, N.U.E. 112 e il servizio di Emergenza Sanitaria Preospedaliera 118.
Al 2025, il numero è attivo  nella Provincia Autonoma di Trento e nell’area di competenza dell’ASL 3 di Venezia. È in fase di attivazione in Sardegna, Lazio, Basilicata, Abruzzo, Liguria, Toscana e Puglia.